# José Nzau
José Nzau, właśc. José Nzau Fizi Buangi (ur. 21 października 1968) – kongijski piłkarz występujący na pozycji obrońcy.

## Kariera klubowa
W swojej karierze Nzau grał we Francji w zespołach AS Poissy (IV liga) oraz Racing Club de France, z którym w sezonie 1993/1994 awansował z czwartej ligi do trzeciej.

## Kariera reprezentacyjna
W 1994 roku Nzau został powołany do reprezentacji Zairu na Puchar Narodów Afryki. Zagrał na nim w meczach z Tunezją (1:1) i Nigerią (0:2), a Zair odpadł z turnieju w ćwierćfinale.